# Нож (роман Несбё)
«Нож» — роман норвежского писателя Ю Несбё  в жанре детективного триллера, 12-й роман из серии о Харри Холе.

## Сюжет
Харри Холе снова начал пить, и его жена Ракель выгнала его из дома. Он возобновил работу в качестве инспектора, оставив преподавание, но в последнее время ему поручали только мелкие дела, несмотря на то, что его навыки расследования хорошо известны в отделе по борьбе с преступностью в Осло. Больше всего он жаждет поймать серийного насильника Свейна Финне, который в своё время был пойман Харри в молодые годы и недавно вышел на свободу, возобновив свои преступления. Однако реальных улик, чтобы связать его с недавними преступлениями, нет.
Всё резко меняется, когда однажды утром мёртвой находят жену Харри, Ракель. Встретившись со своим приёмным сыном Олегом и оплакав её, Харри клянётся добраться до Свейна, уверенный, что Ракель погибла именно от его рук. Вскоре у него появляется лишний повод так думать, когда оказывается, что Свейн был биологическим отцом Валентина Йертсена — маньяка-вампириста из предыдущей книги, которого Харри застрелил по его же просьбе.
Финне быстро попадается, когда Харри ловит его на живую приманку в лице его последней жертвы, учительницы Дагни Йенсен. Поначалу дело кажется лёгким, т.к. Свейн без всякого стеснения и даже удовольствия признаётся в убийстве Ракель, благо ему предложили в обмен на это не обвинять в изнасилованиях. Однако вскоре оказывается, что на время убийства у него есть алиби (он присутствовал при рождении своего очередного потомства), и в результате злодей выходит на волю, а Харри вынужден продолжить расследование.
С помощью своей старой подруги и бывшей любовницы, работницы Красного креста Кайи Сульнес, а также своего лучшего друга и коллеги Бьёрна Ульвеуса, Харри выходит на бывшего военного и шпиона Уве Бора, который в последнее время стал очень странно себя вести. Однако вскоре обнаруживается, что на самом деле был Бор был другом и начальником Ракель, и вёл собственное расследование её гибели. Объяснившись с Харри, он обещает ему помочь в случае чего.
Харри быстро получает видеозапись вечера убийства, сделанную его же собственной фотоловушкой. Так он узнаёт, что Ракель в тот вечер навещали двое незваных гостей (один просто вошёл к ней, а другой проник в окно), однако из-за темноты опознать их нельзя. Какое-то время Харри бродит без улик, пока не осознаёт, что у него в голове есть какие-то подавленные воспоминания. С помощью знакомого психолога Столе Эуне, Харри возвращает эти частички памяти и в шоке начинает думать, что сам убил Ракель: накануне того дня, когда началось следствие, он очнулся у неё дома рядом с её трупом и пришёл к неизбежному выводу, после чего с трудом убрал следы своего пребывания и скрылся, к утру обо всём этом забыв. В шоке Харри решает покончить с собой, устроив себе аварию, но внезапно несколько строк из проигрываемый на ходу песни дают ему неожиданную подсказку, и Харри после падения машины в лёд выбирается из неё и скрывается; нашедшие её патрульные приходят к выводу о его вине и объявляют его в розыск, хотя старая подруга и теперь начальница Харри, Катрина Братт, отказывается верить в его вину.
Харри дозванивается до Олега и уверяет его в своей невиновности, после чего находит Бьёрна и просит подвезти его в дому Кайи. И там он неожиданно раскрывает, что убийцей Ракель был именно Бьёрн! Как выясняется, в какой-то из предыдущих книг Харри пришёл к Катрине весь израненный, и она решилась наконец-то проявить свою старую симпатию к нему, проведя с ним ночь. Сам Харри был не совсем трезв тогда и поэтому ничего не запомнил, но логика сама всё подсказывала. Долгое время спустя он рассказал об этом Ракель, а когда во время крестин малыша Гарта стало ясно, что именно Харри является его биологическим отцом, Ракель не выдержала этой правды и выгнала Харри. Бьёрн долгое время ничего не подозревал, но крестины что-то намекнули, а потом он втайне сделал сравнительный ДНК-тест и всё узнал. Убийство Ракель было попыткой отомстить. В тот день он подсыпал Харри в спиртное рагипнол и принёс его в дом Ракель, дабы подставить его перед самим собой. Однако утром, поняв, что Харри ничего не помнит, Бьёрн немного запаниковал и поэтому присоединился к Харри в расследовании, дабы заново подтолкнуть его к желанному выводу. Однако он совершил пару мелких ошибок, которые и подтолкнули Харри к верным выводам. Бьёрн думает, что теперь Харри убьёт его или сдаст, но Харри решает поступить по совести и щадит старого друга, не желая вредить ему ещё сильнее. Однако для нервов Бьёрна всё это оказывается чрезмерным, и спустя какое-то время в тот же день он совершает самоубийство.
Харри приходит к Юлю Карну, адвокату Свейна Финне, который недавно навестил его и потребовал отдать ему Алису, любовницу Карна, как жертву для очередного зачатия, угрожая рассказать жене Карна об интрижке. Харри решает сделать Свейна козлом отпущения в истории с Ракель и вместе с Карном ловит его в ловушку: Финне приходит в назначенное место и уже готовится приступить к делу, но его убивает предварительно вызванный Бор, у которого была своя многолетняя вендетта против Финне (в юности он изнасиловал его сестру, и Бор всю жизнь искал виновника). Позже Карн даёт ложные показания, что Финне признался ему в убийстве Ракель, и Харри оправдывают.
Холе решает не возвращаться "К жизни" (его официально всё ещё считают мёртвым). Он навещает Олега и прощается с ним и его девушкой Хельгой, после чего едет в аэропорт, но куда именно он улетел, в тексте не говорится.